# آرین (مجله)
آرین نام یکی از مطبوعات استان فارس در دوران قاجاریه است.
این مجله از سال ۱۳۳۳ هـ.ق به وسیله حسین پرتو مشهور به ستوده، در شیراز به چاپ رسیده است.
این نشریه اولین مجله در استان فارس به‌ شمار می‌رود.